# جيك هينان
جيك هينان (بالإنجليزية: Jake Heenan)‏ هو لاعب اتحاد الرغبي نيوزيلندي، ولد في 17 مارس 1992 في وانغاري في نيوزيلندا.